# ضربات زنگ (فیلم)
ضربات زنگ (به هندی: Jhankaar Beats) فیلمی محصول سال ۲۰۰۳ و به کارگردانی سوجوی گوش است. در این فیلم بازیگرانی همچون سانجای سوری، راهول بس، جوهی چاولا، شایان منشی، رینکی خانا، ریا سن، آرچانا پوران سینگ، شاشیکالا، پارمیت ستهی و کوروش دبو ایفای نقش کرده‌اند.